# Werner Gießler

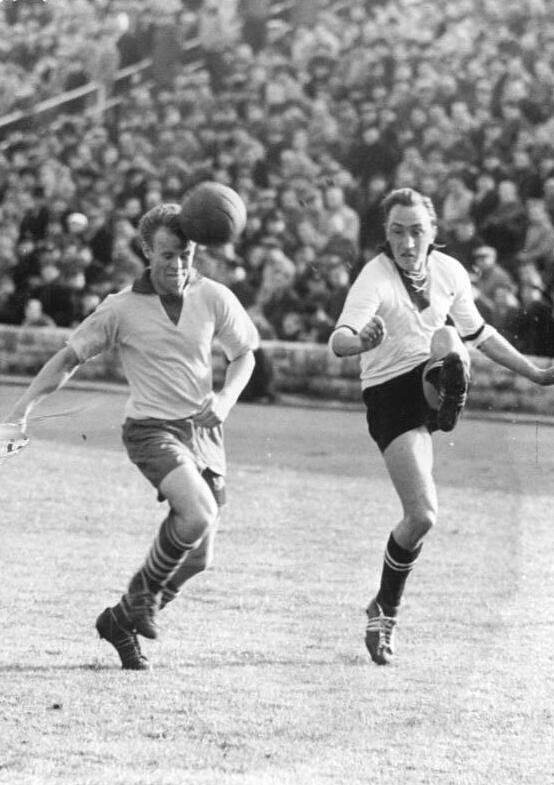
Werner Gießler (rechts) mit Hans Küchler (links) im Jahr 1957

Werner Gießler (* 29. Juli 1925), ein ehemaliger deutscher Fußballspieler, bestritt zwischen 1949 und 1957 Erstligafußball in Babelsberg.

## Sportliche Laufbahn
In den 1950er-Jahren spielten in Babelsberg drei Gießler-Brüder zusammen Fußball. Der erfolgreichste des Trios war Werner Gießler, in der Berichterstattung als Gießler I genannt, mit insgesamt 203 Oberspielen.
Werner Gießlers Fußballkarriere begann nach dem Zweiten Weltkrieg bei der Sportgemeinschaft Babelsberg. Mit ihr wurde er 1948 Brandenburger Vizemeister und gewann 1949 die Meisterschaft. In beiden Endspielen wurde er als halblinker Stürmer eingesetzt, blieb aber ohne Torerfolg. Aufgrund ihrer Platzierung in der Brandenburger Landesklasse hatte sich die SG Babelsberg auch für die Ostzonenmeisterschaften 1948 und 1949 qualifiziert, schied aber jeweils bereits nach ihrem ersten Spiel aus. Sowohl beim 1:3 gegen die SG Meerane 1948 wie auch bei der 2:3-Niederlage 1949 erneut gegen Meerane schoss Gießler jeweils ein Tor. 
Zur Saison 1949/50 gründete der ostdeutsche Sportausschuß als höchste Fußballspielklasse die sogenannte DS-Liga, die später die Bezeichnung DDR-Oberliga erhielt. Zu den 14 qualifizierten Mannschaften gehörte auch der Brandenburger Meister, der zum Saisonstart als Betriebssportgemeinschaft (BSG) Märkische Volksstimme antrat. Werner Gießler gehörte zum Spieleraufgebot und etablierte sich mit seinen 24 Einsätzen bei 26 Punktspielen als Stammspieler. Als Stürmer auf halblinks erzielte er dreizehn Tore und wurde damit auch Torschützenkönig der Mannschaft. In den folgenden beiden Spielzeiten, die BSG trat nun als Rotation Babelsberg an, fehlte Gießler bei den 60 Oberligaspielen nur neunmal, wurde aber 1951/52 durchgehend als Linksverteidiger aufgeboten. 1952/53 musste er in der Hinrunde längere Zeit pausieren und kam so bei 32 Oberligaspielen nur auf 18 Partien. Danach war Gießler vier Spielzeiten lang wieder kontinuierlich Stammspieler der Babelsberger und verpasste insgesamt lediglich sieben Oberligaspiele. In der Regel spielte er wieder auf der halblinken Sturmseite, kam aber gelegentlich auch wieder in der Abwehr zum Einsatz. Seine letzte Oberligasaison bestritt Werner Gießler 1957 (Kalenderjahrsaison) im Alter von 32 Jahren. Bis zum 16. Spieltag wurde er noch 14-mal aufgeboten. Danach war er auf 203 Oberligaeinsätze gekommen und war in jeder Saison unter den Babelsberger Torschützen gewesen. Insgesamt erzielte Gießler 61 Oberligatore. 
Als Freizeitfußballer war Gießler bis in die 1960er-Jahre zunächst bei der BSG Empor Potsdam und später auch wieder bei Rotation Babelsberg, als diese in der drittklassigen II. DDR-Liga spielte, aktiv. 